# 世界の怖い夜!
『世界の怖い夜!』（せかいのこわいよる）は、2008年8月30日から2017年7月19日までTBS系列で毎年2回（夏・冬場）にて放送されていたドキュメントバラエティ特別番組。
本番組の前身で、2008年3月から2012年3月まで放送されていたタイトル『世界の恐怖映像（西暦）』）についても述べる。

## 概要
世界中から集められた心霊映像などをランキング形式で見ながら、その合間にゲストが、主に心霊体験などを中心にトークする。映像の中には悪霊に取り付いている人を祈祷師が除霊する映像や、人形供養や心霊スポットをタレントやアナウンサーなどが訪れる様な内容のものもある。中にはマジカルが編集・発行・販売 している『怨霊映像』と『呪いの心霊映像』と『ほんとにあった! 呪いのビデオ』から抜粋された心霊映像もある。これは『怨霊映像』と『呪いの心霊映像』と『ほんとにあった! 呪いのビデオ』編集部の協力の下、映像の提供を受けている。
第1回・第2回はチュートリアル(徳井義実、福田充徳)が、第3回～第7回は雨上がり決死隊(宮迫博之、蛍原徹)が、第8回以降はロンドンブーツ1号2号(田村淳、田村亮)がMCを務めている。2018年からは未放送となり、2017年7月19日放送分が事実上の最終回となった。尚、同日の番組のラスト（提供クレジット）では次回はクリスマスに放送予定！お楽しみに！というテロップがあったが、結局放送されずに今日を迎えている。

## 突然の番組終了
最後の放送の際に紹介された心霊写真の一枚がやらせであった事が放送直後にツイッターで発覚しネット上が炎上する事態となったが、それ以降TBSの公式の発表がないまま未放送状態が続いている。これにより、9年にわたって放送された番組は事実上の打ち切りとなった。

## 放送リスト
※放送日時は日本標準時。視聴率はビデオリサーチ関東地区調べ。
| 回数   | 放送日                    | 放送時間      | タイトル                                                                           | 備考                                                             | 視聴率 |
| ------ | ------------------------- | ------------- | ---------------------------------------------------------------------------------- | ---------------------------------------------------------------- | ------ |
| 第1回  | 2008年3月1日 （土曜日）   | 19:00 - 20:54 | 世界の恐怖映像2008! 本当にコワい絶叫スクープ50連発大放出SP                         |                                                                  | 12.0%  |
| 第2回  | 2009年1月13日 （火曜日）  | 19:56 - 21:48 | 世界の恐怖映像2009! 本当にコワい絶叫スクープ50連発!!                               | 「バラエティーニュース キミハ・ブレイク」枠                      | 12.0%  |
| 第3回  | 2010年7月29日 （木曜日）  | 19:00 - 20:54 | 世界の恐怖映像2010 こんな映像なぜ撮れた超コワい絶叫動画50!                         | 「スパモク!!」枠                                                 | 11.4%  |
| 第4回  | 2011年8月4日 （木曜日）   | 19:00 - 20:54 | 世界の恐怖映像2011!! 超コワイ絶叫動画SP                                            | 「スパモク!!」枠                                                 | 11.1%  |
| 第5回  | 2011年9月6日 （火曜日）   | 19:00 - 20:54 | 世界の恐怖映像2011 超コワい絶叫動画ベストオブベスト！                              |                                                                  | 10.7%  |
| 第6回  | 2012年1月5日 （木曜日）   | 19:00 - 20:54 | 初出し世界の恐怖映像 超絶叫200%最強版!                                             | 「スパモク!!」枠                                                 | 9.8%   |
| 第7回  | 2012年3月28日 （水曜日）  | 19:00 - 20:49 | 世界の恐怖映像2012! 超凄い! ありえない! 春の絶叫祭り最強SP                         |                                                                  | 9.6%   |
| 第8回  | 2012年8月30日 （木曜日）  | 19:00 - 20:54 | 世界の怖い夜 〜夏休み最後の絶叫SP〜                                                | 「スパモク!!」枠                                                 | 11.8%  |
| 第9回  | 2012年12月22日 （土曜日） | 19:00 - 20:54 | 世界の怖い夜 今夜はサンタも絶叫SP                                                  | 一部系列局のみ、18:55 - 19:00に別途もうすぐ枠を放送。            | 10.1%  |
| 第10回 | 2013年7月24日 （水曜日）  | 19:00 - 20:54 | 世界の怖い夜 夏休み! 熱帯夜も凍る絶叫SP                                            | 「水トク!」枠 関西のみプロ野球中継の為、一週遅れの放送となった。 | 11.8%  |
| 第11回 | 2013年12月21日 （土曜日） | 19:00 - 20:54 | 世界の怖い夜 今夜はサンタも絶叫SP                                                  | 一部系列局のみ、18:55 - 19:00に別途もうすぐ枠を放送。            | 8.3%   |
| 第12回 | 2014年7月16日 （水曜日）  | 19:56 - 21:54 | 世界の怖い夜 真夏に震える絶叫SP                                                    | 「水トク!」枠                                                    | 9.4%   |
| 第13回 | 2014年10月29日 （水曜日） | 19:00 - 20:57 | 世界の怖い夜 スゴイの撮れちゃったSP                                                | 「水トク!」枠                                                    | 10.2%  |
| 第14回 | 2015年7月22日 （水曜日）  | 19:56 - 21:54 | 世界の怖い夜 夏休み猛暑もぶっ飛ぶ絶叫SP                                            | 「水トク!」枠                                                    | 9.3%   |
| 第15回 | 2015年12月26日 （土曜日） | 19:00 - 21:00 | 世界の怖い夜 トイレの花子さんがやってくるSP                                        | 一部系列局のみ、18:55 - 19:00に別途もうすぐ枠を放送。            | 6.4%   |
| 第16回 | 2016年3月30日 （水曜日）  | 21:00 - 22:54 | 世界の怖い夜 春休み! 大絶叫SP                                                      | 初の21時台                                                       | 7.6%   |
| 第17回 | 2016年8月3日 （水曜日）   | 19:56 - 21:54 | 世界の怖い夜 夏休み背筋も凍る大絶叫SP                                              | 「水トク!」枠                                                    | 6.2%   |
| 第18回 | 2017年1月25日 （水曜日）  | 19:56 - 21:54 | 世界の怖い夜・・・最後のイタコ&本当にあった怖いドラマ                              | 「水トク!」枠                                                    | 8.7%   |
| 第19回 | 2017年7月19日 （水曜日）  | 19:56 - 21:54 | 生き物にサンキュー&世界の怖い夜合体SP 女優・大原麗子の孤独死の真実をイタコが告げる | この回をもって事実上放送を終了した。                             | 8.8%   |

## 出演者

### レギュラー出演者
- MC：田村淳（ロンドンブーツ1号2号）（第8回 - ）
- パネラー：田村亮（ロンドンブーツ1号2号）（第8回、第10回 - ）
- アシスタント：宇垣美里（TBSアナウンサー）（第14回 - ）

### ナレーター
- 立木文彦（第4回・第6回 - ）
- 中村義洋（第1回 - ）
（中村義洋は『ほんとにあった！呪いのビデオ』のナレーションも行なっている）
- 寺瀬今日子（第12回 - 第14回・第16回 - ）
- 屋良有作（第17回 - ）
- 鈴木英一郎（第19回）

### 心霊研究家
- 池田武央

### ゲスト（五十音順）

#### 第1回
スタジオゲスト
- AKB48
- 大槻義彦
- 沢村一樹
- にしおかすみこ
- ハリセンボン（近藤春菜・箕輪はるか）
- 東国原英夫（当時宮崎県知事）
- 的場浩司
- 山里亮太（南海キャンディーズ）

VTRゲスト
- チェリー☆パイ

#### 第2回
スタジオ生放送ゲストMC
- 鈴木おさむ
- テリー伊藤
- フランスンケビッチ（TBSアナウンサー・加藤シルビア）

スタジオゲスト
- 木口亜矢
- さとう里香
- 土田晃之
- NON STYLE（石田明・井上裕介）
- 東国原英夫

VTRゲスト
- 菊地亜沙美
- 庄司智春（品川庄司）
- TKO（木本武宏・木下隆行）

中継ゲスト
- 青木裕子（TBSアナウンサー）

#### 第3回
スタジオゲスト
- 麻生夏子
- 上原美優
- おかもとまり
- 神戸蘭子
- 小池栄子
- スザンヌ
- 高部あい
- バナナマン（設楽統・日村勇紀）
- 松井絵里奈

VTRゲスト
- TKO（木本武宏・木下隆行）

#### 第4回
スタジオゲスト
- 大島美幸（森三中）
- 岡本玲
- 加藤シゲアキ（NEWS）
- 国生さゆり
- 後藤輝基（フットボールアワー）
- SUPER☆GiRLS
- 藤本美貴
- Hey! Say! JUMP
- 水無昭善
- 道端アンジェリカ
- ローラ

VTRゲスト
- 具志堅用高

中継ゲスト
- 出水麻衣（TBSアナウンサー）

#### 第6回
スタジオゲスト
- 秋元才加
- 磯野貴理子
- 石坂浩二
- いとうあさこ
- 加藤夏希
- 菊川怜
- 具志堅用高
- 高橋茂雄（サバンナ）
- 菜々緒
- ぱすぽ☆
- 福田彩乃
- 山田涼介（Hey! Say! JUMP）
- ローラ

VTRゲスト
- 鈴木奈々
- 竹山隆範（カンニング）
- 田中みな実（TBSアナウンサー）

#### 第7回
- アリス十番
- 石原さとみ
- 楳図かずお
- 鈴木奈々
- 瀬戸康史
- 芹那
- 成見豪
- 春香クリスティーン
- 日村勇紀（バナナマン）
- ローラ

#### 第8回
スタジオゲスト
- 秋元梢
- IMALU
- 叶恭子
- 叶美香
- 菊地亜美
- 具志堅用高
- 栗原類
- 真田蒼
- スギちゃん
- 藤本敏史（FUJIWARA）
- モデルガールズ

VTRゲスト
- 芹那

#### 第9回
スタジオゲスト
- 大神ジン
- 菊地亜美
- 坂口杏里
- 指原莉乃（HKT48）
- 陣内智則
- 鈴木浩介
- スギちゃん
- デヴィ夫人
- 乃木坂46
- YOU

VTRゲスト
- 具志堅用高

#### 第10回
スタジオゲスト
- クリス松村
- 坂口杏里
- 芹那
- ソンミ
- 中島健人（Sexy Zone）
- パンサー（菅良太郎・向井慧・尾形貴弘）
- 放課後プリンセス
- 真剣佑
- 的場浩司

VTRゲスト
- スギちゃん

#### 第11回
スタジオゲスト
- 秋吉久美子
- 磯野貴理子
- IVAN
- X21
- 佐藤勝利（Sexy Zone）
- 佐藤美希
- パンサー（菅良太郎・向井慧・尾形貴弘）
- 的場浩司
- 水沢アリー
- 吉沢亮
- ラブリ

VTRゲスト
- 具志堅用高

#### 第12回
- 河北麻友子
- 黒沢かずこ（森三中）
- 佐藤勝利（Sexy Zone）
- 篠山輝信
- 平愛梨
- ダレノガレ明美
- PASSPO☆
- パンサー（菅良太郎・向井慧・尾形貴弘）
- 広瀬アリス
- 的場浩司

#### 第13回
スタジオゲスト
- おのののか
- 鈴木奈々
- Tokyo Cheer2 Party
- パンサー（菅良太郎・向井慧・尾形貴弘）
- 日本エレキテル連合（中野聡子・橋本小雪）
- 的場浩司
- ローラ

VTRゲスト
- 具志堅用高
- 石井一久

中継ゲスト
- 植野行雄（デニス）

#### 第14回
スタジオゲスト
- アイドルカレッジ
- オカリナ（おかずクラブ）
- おのののか
- 清水富美加
- 田中圭
- 塚田僚一（A.B.C-Z）
- 寺田心
- パンサー（菅良太郎・向井慧・尾形貴弘）
- 藤田ニコル

VTRゲスト
- 今井華
- 小宮浩信（三四郎）
- ゆいP（おかずクラブ）

#### 第15回
スタジオゲスト
- 池田エライザ
- GENKING
- 小峠英二（バイきんぐ）
- 笹森裕貴
- 重岡大毅（ジャニーズWEST）
- 鈴木奈々
- 滝沢カレン
- ピスタチオ（伊地知大樹・小澤慎一朗）
- ユッコ・ミラー
- アイドルカレッジ

VTRゲスト
- 加藤諒

#### 第16回
スタジオゲスト
- 小峠英二 (バイきんぐ)
- 佐藤エリ
- 佐野ひなこ
- 鈴木奈々
- 中岡創一 (ロッチ)
- 中村静香
- PASSPO☆
- 藤井流星（ジャニーズWEST）
- 藤田ニコル
- ラブリ

VTRゲスト
- あばれる君
- 上田まりえ
- 永野
- 遼河はるひ

#### 第17回
スタジオゲスト
- 朝比奈彩
- 井上裕介（NON STYLE）
- 出川哲朗
- 浜口京子
- palet
- 三田寛子
- りゅうちぇる

VTRゲスト
- アニマル浜口
- ウーマンラッシュアワー（村本大輔・中川パラダイス）
- 金田朋子
- 浜口初枝

#### 第18回
スタジオゲスト
- 井森美幸
- 佐野ひなこ
- 鈴木奈々
- 平野ノラ
- 藤井隆
- Chu-Z
- Magical Ban☆Bang

VTRゲスト
- 山本由美子

#### 第19回
スタジオゲスト
- アキシブproject
- 川田裕美
- 石川理咲子
- 泉里香
- 田中美佐子
- 森泉
- 山﨑賢人
- 松野明美
- Little Glee Monster

VTRゲスト
- サンシャイン池崎
- 遼河はるひ

#### 第20回
スタジオゲスト
- 飯島寛騎
- 遠藤史也
- 岡田結実
- 金子恵美
- 片寄涼太（GENERATIONS from EXILE TRIBE）
- 川村壱馬（THE RAMPAGE from EXILE TRIBE）
- 清原翔
- こだまたいち
- 小南光司
- 佐野玲於（GENERATIONS from EXILE TRIBE）
- 三遊亭絵馬
- 塩野瑛久
- 鈴木伸之（劇団EXILE）
- 関口メンディー（GENERATIONS from EXILE TRIBE）
- 中島史恵
- 西村知美
- 長谷川慎（THE RAMPAGE from EXILE TRIBE）
- はたのぼる
- 林寛子
- 藤田朋子
- 藤原樹（THE RAMPAGE from EXILE TRIBE）
- フラワーメグ
- 町田啓太（劇団EXILE）
- 三田寛子
- 横澤夏子
- 吉野北人（THE RAMPAGE from EXILE TRIBE）

VTRゲスト
- 川田裕美
- チョコレートプラネット（松尾駿・長田庄平）
- 松野明美
- 清原翔
- 岡田結実
- 横澤夏子
- 岡本玲(2011年出演回)
- 具志堅用高(2011年出演回)

★映像
・50位 すべり台
・49位 夏祭り
・48位 黒猫の呪い
・47位 つきまとう手
・46位 襲い来る女
・45位 怪奇現象に悩む家
・44位 バスルーム
・43位 もう逃げられない
・42位 狙われた妻
・41~39位 戦慄の悪魔祓い
・38位 紅葉狩り
・37位 新婚旅行
・36位 誕生日会
・35位 エレベーター
・34~32位 芸能人の恐怖ロケ1
・31位 二階に棲み着くもの
・30位 曲がり角
・29位 ビニールハウス
・28位 ノック
・27位 ブラッディ・メアリー
・26~24位 心霊写真1
・23位 ハムスター
・22位 別れ話
・21位 雪祭り
・20位 見えない友達
・19~17位 芸能人の恐怖ロケ2
・16位 ギター
・15位 渚の訪問者
・14位 封印された廃墟
・13位 イイダケイコ
・12~11位 芸能人の恐怖ロケ3(過去作)
・10位 夜釣り
・9位 招かれざる客
・8~5位 心霊写真2
・4位 体験入学
・3位 エレベーターの住人
・2位 悪夢のヒッチハイク
・1位 フリスビー

#### 第21回
★ 最強・最恐・最凶！最新恐怖映像3時間SP
スタジオゲスト
第1部
女子高生が選んだ恐怖映像BEST3
- - 3位ブラッディメアリーの呪い
  - 2位覗きサイト
  - 1位疾走

ホストが選んだ恐怖映像BEST3
- - 3位呪われたバスルーム
  - 2位トンネル
  - 1位就寝
  - 心霊現象が起こる家
- 新田真剣佑
- アンジュルム
- かとうかず子
- 北原佐和子
- 指原莉乃
- 鷲見伶奈
- 辻よしなり

第2部
外国人が選んだ恐怖映像BEST3
- - 3位そこにいる恐怖
  - 2位自宅紹介
  - 1位悪夢のヒッチハイク
  - 取り憑かれた夫婦

高校生が選んだ恐怖映像BEST3
- - 3位知られざる恐怖
  - 2位画廊
  - 1位もう逃げられない
- 新田真剣佑
- アンジュルム
- EXIT
- 指原莉乃
- 鷲見伶奈
- 藤本恭子

第3部
舞台女優が選んだ恐怖映像BEST
- - 3位追いかけてくる
  - 2位防空壕
  - 1位セミナーキャンプ
  - 心霊写真特集

アイドルが選んだ恐怖映像BEST2
- - 2位起こしてはいけない
  - 1位事故物件
  - イタコの口寄せ

お坊さんが選んだ恐怖映像BEST3
- - 3位タイムラプス
  - 2位廃墟
  - 1位参拝者
- 阿佐ヶ谷姉妹
- 新田真剣佑
- アンジュルム
- 指原莉乃
- 鷲見伶奈
- モト冬樹

#### 第22回
★ 今夜最恐が決定!恐怖映像グランプリSP
スタジオゲスト
- アイドルカレッジ
- 阿佐ヶ谷姉妹
- 朝日奈央
- ヴァンビ（ヴァンゆん）
- かとうれいこ
- 川島明（麒麟）
- ゆん（ヴァンゆん）
- ゆーぽん
- 横澤夏子
- 吉野北人(THE RAMPAGE from EXILE TRIBE)

◆ エントリー
- ビデオレター
- メッセージ
- 結婚記念
- 豪雨
- 開かずの間
- 床下の女
- 開けてはいけない
- 恐怖のエレベーター
- 少年を襲う悪夢
- 悪夢のドライブ
- 頭のおかしい女
- 訪問者
- 線路下の怪奇
- 電話ボックス
- 自宅紹介
- バースデー
- 参拝者
- ドライブレコーダー
- 振り向く女
- 操り人形
- 悪夢のヒッチハイク
- たたずむ女
- 暗い森
- タクシー
- 卒業旅行
- もう一人の司会者
- 池に潜むもの
- 放送禁止CM
- 廃アパート
- キャンプ
- セミナーキャンプ
- 頭痛
- 追いかけてくる
- 首
- トンネル
- 深夜の肝試し
- 呪われたバスルーム
- 招かれざる客
- もう一人のルームメイト
- ハムスター
- エレベーターの怪
- 不気味な視線
- もう逃げられない
- 戦慄の観覧車
- 引きずり込む手
- 洞窟
- 疾走
- 警告
- 事故物件
- ベティの誕生日
- MVP セミナーキャンプ

### 第23回
★大復活！最恐のBEST40大放出SP
スタジオゲスト
- いしのようこ
- 内田雄馬
- Kotty
- 島貫勇士
- 高見奈央
- なえなの
- はやちん
- HIKAKIN
- 結城モエ

VTRゲスト
- 錦鯉
- 吉住
- 水谷果穂
- HIKAKIN

♦映像
- 40位 面接
- 39位 悪夢のドライブ
- 38位 井戸
- 37位 新年会
- 36位 水切り
- 35位 メッセージ
- 34位 怪奇現象の起きる家
- 33位 海岸
- 32位 クローゼットの中に
- 31位 風船
- 30~28位 芸能人の恐怖ロケ1
- 27位 足首
- 26位 野鳥観察
- 25位 冷蔵庫
- 24位 ビデオレター
- 23位 止まらないエレベーター
- 22~19位 戦慄の悪魔祓い
- 18位 超コワい社員旅行
- 17位 仏間
- 16位 飛ぶカメラ
- 15位 もう逃げられない
- 14位 悪夢のヒッチハイク
- 13~10位 心霊写真
- 9位 もう一人の司会者
- 8位 トイレ
- 7位 飛び出す顔
- 6~5位 芸能人の恐怖ロケ2
- 4位 溶ける女
- 3位 疾走
- 2位 盗聴
- 1位 ブラッディメアリーの呪い

### 第24回
★世界の怖い夜ベストオブベスト!!史上最恐BEST50
※ゲストは第23回の再録、映像は2019～2024年放送の物から抜粋
♦映像
- 50位 水切り
- 49位 ノック
- 48位 面接
- 47位 ブラッディ・メアリーの呪い
- 46位 飛ぶカメラ
- 45位 戦慄の悪魔祓い1
- 44位 紅葉狩り
- 43位 参拝者
- 42位 野鳥観察
- 41位 芸能人の恐怖ロケ1(HIKAKIN・水谷果穂)
- 40位 体験入学
- 39位 飛び出す顔
- 38位 追いかけてくる
- 37位 冷蔵庫
- 36位 戦慄の悪魔祓い2
- 35位 怪奇現象の起きる家
- 34位 開けてはいけない
- 33位 風船
- 32位 もう一人のルームメイト
- 31位 トイレ
- 30位 井戸
- 29位 芸能人の恐怖ロケ2(清原翔・岡田結実・横澤夏子)
- 28位 夏祭り
- 27位 海岸
- 26位 もう逃げられない
- 25位 戦慄の悪魔祓い3
- 24位 メッセージ
- 23位 警告
- 22位 盗聴
- 21位 床下の女
- 20~19位 心霊写真1
- 18位 ビデオレター
- 17位 疾走
- 16位 封印された廃墟
- 15位 芸能人の恐怖ロケ3(錦鯉・吉住)
- 14位 呪われたバスルーム
- 13位 悪夢のヒッチハイク
- 12位 すべり台
- 11~10位 心霊写真2
- 9位 覗きサイト
- 8位 仏間
- 7位 ベティの誕生日
- 6位 戦慄の悪魔祓い4
- 5位 止まらないエレベーター
- 4位 狙われた妻
- 3位 溶ける女
- 2位 悪夢のドライブ
- 1位 新年会

## 過去の出演者

### MC
- チュートリアル（徳井義実・福田充徳）（第1回 ・ 第2回）
- 青木裕子（当時TBSアナウンサー）（第1回）
- 大地真央（第2回）
- 雨上がり決死隊（宮迫博之・蛍原徹）（第3回 - 第7回）
- 田中みな実（当時TBSアナウンサー）（第8回 - 第12回）
- 枡田絵理奈（当時TBSアナウンサー）（第13回）

### ナレーター
- 来宮良子（第1回 - 第4回・第6回 - 第9回）※第10回以降も過去に録った音源が一部使用されている。
- 政宗一成（第1回・第2回）
- 中村義洋（第3回〜現在 ※不定期でナレーターを担当している。）
- 谷昌樹（第3回・第5回）
- 杉本るみ（第5回）
- 根岸朗（第5回）
- 金沢寿一（第6回）
- 近藤サト（第10回）
- 榊原良子（第11回）
- 上村典子（第15回）
- 佐藤政道（第19回）

## スタッフ
第15回（2015年12月26日）放送分
- 構成：内堀隆史、ビル坂恵、鈴木悟史、塚本翔太
- TP：深谷高史
- SW：岩沢忠夫
- CAM：藤江雅和
- VE：高橋正直
- MIX：松原瑞貴
- 照明：中田学（ティ・エル・シー）
- 美術プロデューサー：森健彦（第3回は美術制作、第4回からは美術プロデューサー）
- デザイン：坪田幸之
- 美術進行：林政之
- 大道具製作：岩崎隆史（第4,13回）
- 大道具操作：成島好美
- アクリル装飾：長谷川梨奈
- 電飾：太田真由美
- 技術協力：ニユーテレス
- 美術協力：フジアール
- TK：稲葉由里佳（TBG）
- 音効：吉田比呂樹（M-TANK）
- メイク：ビューマックス
- 編集：斉藤良太・石田健二（2人共ヌーベルアージュ）
- MA：高山元（ヌーベルアージュ）
- ロケ技術：ワークビジョン、イメージランド
- リサーチ：塚本翔太（塚本→第13回で構成）、小島隆仁、宮本有美香
- 海外コーディネーター：ミールネットワークソリューション
- 映像協力：パル企画、十影堂エンタテインメント、マジカル、SDP、オンリーハーツ、アムモ ほか
- 編成：嵯峨祥平（TBS）
- 宣伝：酒井美沙樹（TBS）
- AD：清沢大地、小泉開渡、武井奈々
- AP：松岡満枝（松岡→第3回 - ）、内田安妃子（内田→第4,5,11 - 13回）
- ディレクター：加賀谷健吾、高橋幸子、斉木敏人、船津翔
- 演出：千葉龍（第1回はAD、第3 - 11回はディレクター、第12回以降は演出）
- プロデューサー：北條とも子
- 製作：AWAS、TBS

### 過去のスタッフ
- 構成：都築浩（第1回）、上下真三（第1回）、武洋行（第1回-）、山名宏和（第3回）、キシ（第3回）、藤原卓磨（第4回）、田中淳也（第10回）、塚本翔太（第13回）
- TP：品田正人（第1回）
- TD／SW：大嶋徹（第1回）
- CAM：村野哲也（第1回）、李承宰（ヴイ・ビジョンスタジオ、第3回）
- VE：小野寺毅（第1回）、佐藤康伸（ヴイ・ビジョンスタジオ、第3回）、原啓教（第5回）、水野博道（第10回）、宮本学（第11回）
- 音声→MIX：村脇昭一（第1回）、足立憲明（ヴイ・ビジョンスタジオ、第3回）、加瀬悦史（第5 - 13回）
- 照明：阿部権治（共立、第1回）、林本修一（ヴイ・ビジョンスタジオ、第3回）、小井手正夫（FLT、第4回）、後藤雅彦（FMT、第10回）、渡辺啓史（FMT、第11 - 13回）
- 編集：小宮純一・増田功紀・小澤章二・加藤裕也（全員共麻布プラザ、小宮→第1回、増田→第2,4,5回、小澤→第11回、加藤→第12回）、奥河内晋作（スタジオヴェルト、第10回）、花城卓恭（ヌーベルアージュ、第13回）
- MA：青木伸次・大田将一・樽川由佳里・小田嶋広貴・晴山恵輔・中尾和博（全員共麻布プラザ、青木→第1回、大田→第3回、樽川→第4回、小田嶋→第5回、晴山→第11回、中尾→第12回）、奥田幸裕（スタジオヴェルト、第10回）、安河内隆文（ヌーベルアージュ、第13回）
- TK：立石聖美（第1,4,5回）、松下絵里（第11回）、小国幸恵（第13回）
- 美術制作：柴田慎一郎（第1回）
- デザイン：きくちまさと（第1回）
- 美術進行：今井隆之（第1回）、横守剛（第4,5回）
- 大道具：三瓶一美（第1回）、杉山龍男（第1回）、福田智広（第5,12回）
- 大道具操作：高澤幸浩（第4回）、和田幸政（第5回）、安藤良弘（第10,11回）、相良拓志（第12回）
- 装飾：中山大吉（テレフィット、第3回）
- アクリル装飾：石橋誉礼
- 電飾：井野岡利保
- マルチ：マルチバックス（第1回）
- メイク：金山真理（第1回）
- 技術協力：共同テレビ（第1回）
- ロケ技術：フロムアール、アビス、フォルテ、44、ディープ、フォーティーフォー、Sala、クリア、長谷川哲也、MABU、キャテック、ヴイ・ビジョンスタジオ、EAT
- 映像協力：Exswop Liverpool、ミリオン出版
- 写真提供：レイクフィールド、リバプール、ジョリー・ロジャー、ゲッティ
- ロケ協力：音羽ゆりかご会、ブラックダイアモンド、ボディビルダーの皆様
- 中継システム：PRESSMANS
- 編成：平田さおり・藤原麻知（共にTBS、平田→第3回、藤原→第10,11回）
- 宣伝：河野裕之・眞鍋武（共にTBS、河野→第1回、眞鍋→第2 - 5回）
- AD：松山浩之、菊川裕二、井関雅之、富田愛梨、増田祐介、村井洋太郎、平井圭、松本幸子、中道彩
- 映像ディレクター：松本こうどう（第3回）
- AP：林又子（第1回）
- ディレクター：鴛海剛、森辰雄、今井貴公、江種洋二、原田誠之、中澤俊幸、青木達生（青木→第10,11回）、安井章浩、高橋修二、河野亮、田辺純平
- 演出：渡辺宏（第1回 - 第11回）
- プロデューサー：杉村和彦
- 製作：ジッピー・プロダクション